# جروم (آریزونا)
جروم (به انگلیسی: Jerome) شهری در شهرستان یاواپی ایالت آریزونا است که در سرشماری سال ۲۰۱۰ میلادی، ۴۴۴ نفر جمعیت داشته است. جروم، به‌طور رسمی در تاریخ ۱۸۸۹ میلادی به‌عنوان یک شهر شناخته شد.

## نگارخانه

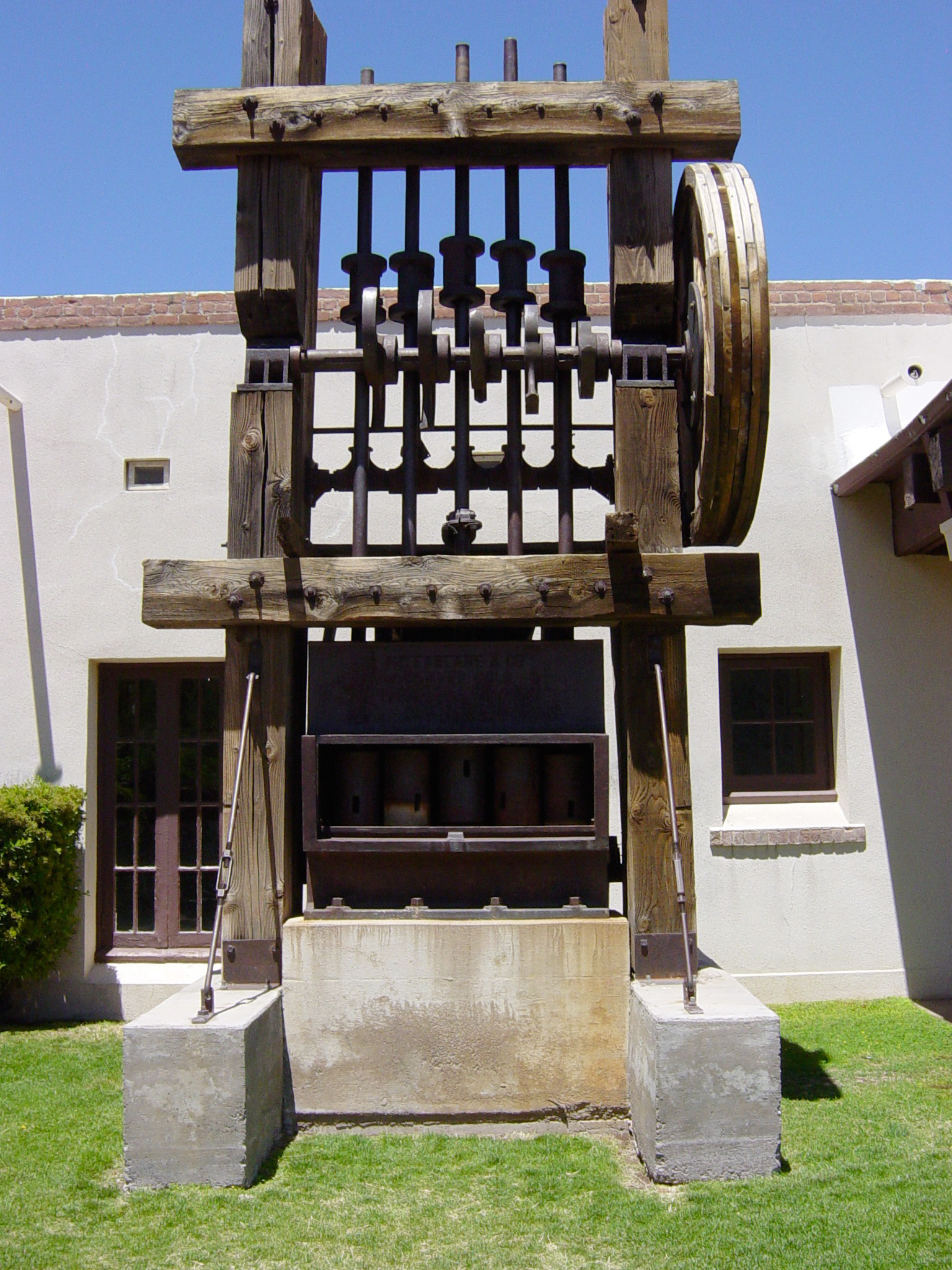
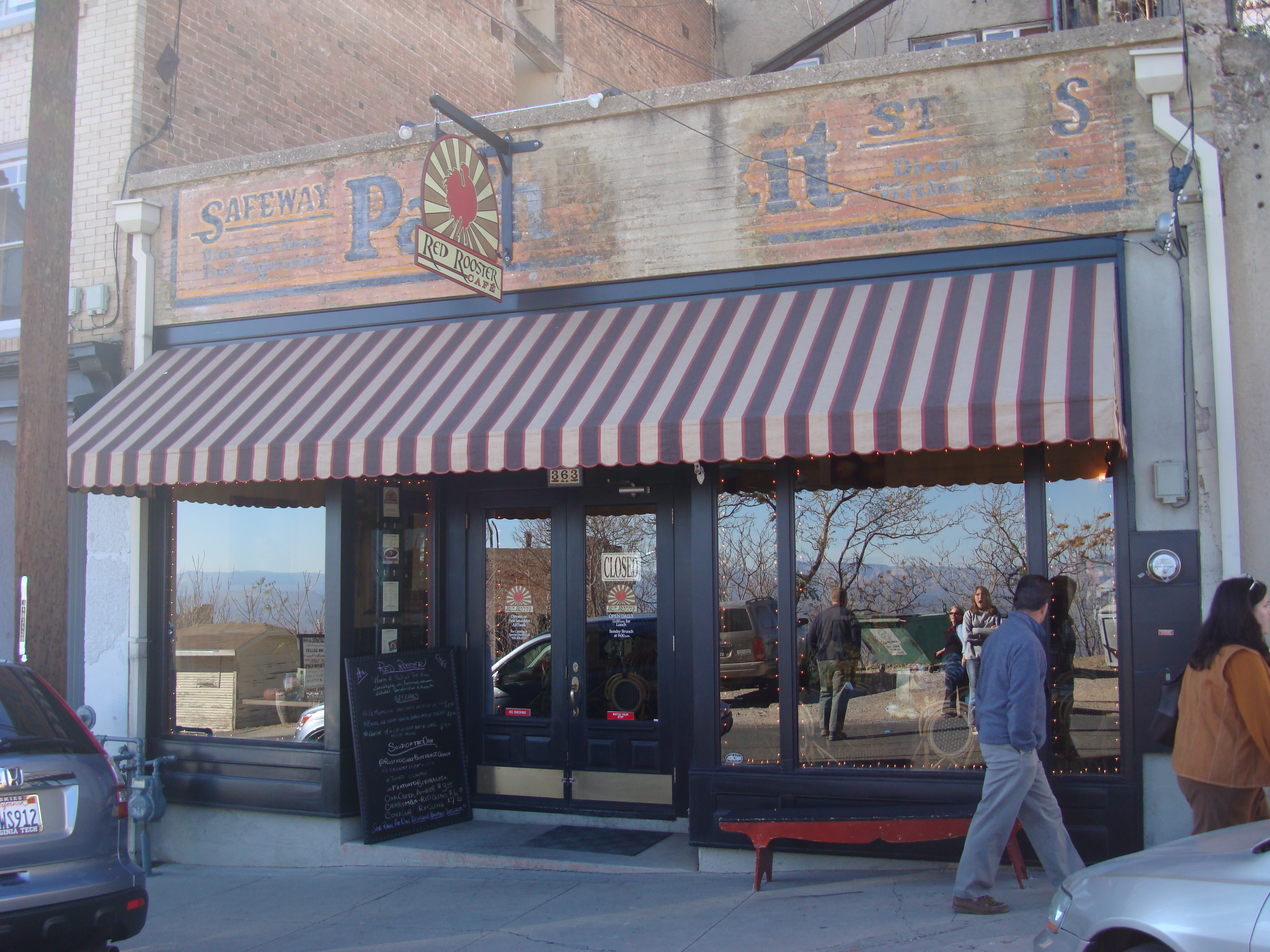